# Where You Go I Go Too
Where You Go I Go Too è il primo album in studio dell'artista elettronico norvegese Lindstrøm. Uscito nel Regno Unito il 18 agosto 2008 e negli Stati Uniti il giorno seguente, Where You Go I Go Too è stato pubblicato dopo la raccolta di singoli It's a Feedelity Affair del 2006.

## Il disco
L'album è nato dall'esigenza dell'artista norvegese di comporre brani più lunghi e ambiziosi rispetto ai suoi primi singoli e remix. Il genere di Where You Go I Go Too è di solito etichettato "space disco" a causa delle sue tracce "spaziali e psichedeliche" com ritmi a quattro quarti. Where You Go I Go Too comprende tre tracce, della durata di circa 30, 10 e 15 minuti, che fluiscono senza soluzione di continuità in modo "lieve e graduale". Le canzoni crescono e sviluppano tratti musicali indipendenti, come motivi, poliritmi e melodie. Secondo The Guardian, alcuni cambiamenti musicali sono piuttosto evidenti, come le improvvise introduzioni di melodie per sintetizzatore, mentre altri, come i piccoli cambi di tempo, risultano quasi impercettibili. Alcuni critici hanno notato che l'album rievoca un viaggio. La musica è un collage di musica elettronica, caratterizzata da melodie sintetizzate, suoni stratificati, esibizioni dal vivo, e ritmi a quattro sul pavimento.

## Accoglienza
L'album ha ricevuto recensioni positive dalla critica, che ha elogiato i suoi valori di produzione slick e l'ambito epico. Alla cerimonia di premiazione degli Spellemannprisen del 2009 in Norvegia, il disco ha vinto il premio come "miglior album di elettronica". Uno dei recensori di Pitchfork, Dominique Leone, l'ha descritta come una "combinazione perfetta di produzione digitale, sintetizzatori analogici e strumentazione dal vivo" sulle quali Lindstrøm è stato fortemente influenzato dalla musica degli anni '70 e '80, in particolare i progenitori della discoteca Jean-Marc Cerrone e Giorgio Moroder. Lindstrøm ha ascoltato i Beach Boys, gli Eagles e Kirsty MacColl mentre scriveva l'album. Pitchfork lo ha nominato uno dei migliori album del 2008.

## Tracce
1. Where You Go I Go Too – 28:58
2. Grand Ideas – 10:10
3. The Long Way Home – 15:58